# 会津大学の人物一覧
会津大学の人物一覧は会津大学に関係する人物の一覧記事。

## 著名な教職員
- 池上徹彦 - 元学長（2001年 - 2006年）
- 角山茂章 - 前学長（2006年4月 - 2013年3月）、元顧問（2014年4月 - 2015年3月）。
- 嶋正利 - 元会津大学教授 米インテル社で世界初のマイクロプロセッサIntel 4004を開発。
- 村川久子 - 元会津大学教授 駿台外語綜合学院講師 TOEFL TOEIC 教本の著者として有名

## OB・OG
- 佐藤みゆき - 女優 (短期大学部)
- 武尾咲希 - プロゴルファー（中退）